# Rotterdam Ahoy
Rotterdam Ahoy (též Ahoy Rotterdam či jen Ahoy) je kongresové centrum a víceúčelová aréna v Rotterdamu v Nizozemsku. Skládá se ze tří hlavních míst: veletrhy a sály, kongresové a konferenční centrum a Ahoy Arena. Ahoy Arena má kapacitu 16 426 diváků. Vnitřní prostor umožňuje konání mnoha druhů sportů. Kromě toho hala slouží jako kulturní zařízení s možností pořádání koncertů. Tuto halu využívá při koncertních turné mnoho zpěváků a hudebníků.

## Historie
Základ pro dnešní Rotterdam Ahoy byl postaven v roce 1950. Hala byla provozována až do roku 1966 pod názvem Ahoy Hall. V roce 1966 se však rozhodlo, že hala bude zbořena a dnes se na místě nachází nemocnice Erasmus MC Hospital Rotterdam.
V roce 1967 začaly stavební práce na Sportpaleis van Ahoy na starém pozemku helipadu. Sportpaleis s velodromem a tři výstavními haly byly dokončeny v roce 1970 a slavnostně byl otevřen princem Clausem 15. ledna 1971. Pozoruhodný design komplexu získal za ocelové konstrukce různá národní i mezinárodní ocenění. Návrh místa konání se inspiroval vodou a budova byla uspořádána jako loď. V roce 1980 byly přidány dvě haly.
V roce 1988 bylo rozhodnuto o rekonstrukci komplexu, aby vyhověl rostoucí poptávce uživatelů. Bylo velmi důležité aktualizovat mechanické a elektrické systémy. Málo využívaný velodrom byl odstraněn, aby byla zajištěna větší kapacita pro koncerty.
Další renovace byla provedena v roce 1997. Komplex bylo rozšířeno o šestý sál a recepční sál. Vedle této multifunkční místnosti byly realizovány kanceláře, restaurace i menší konferenční a zasedací místnosti. Rovněž byl upraven vstup na Sportpaleis. Kromě toho zmizelo přímé mostní spojení mezi komplexem a stanicí metra a nákupním centrem Zuidplein.
V roce 1998 získal komplex své současné jméno Ahoy 'Rotterdam. Apostrof byl ze jmen odstraněn v roce 2007, takže se od té doby používá název Rotterdam Ahoy.
Aréna byla od 9. října 2009 do konce roku 2010 komplexně modernizována. Tím se zvýšila kapacita návštěvníků, ale struktura budovy zůstal zachován. Technické věci budovy byly modernizovány, aby nadále splňovaly mimo jiné požadavky světových zpěváků.
Každoročně se zde koná Rotterdam Open. První sportovní událost zde bylo Halové mistrovství Evropy v atletice 1973. Rotterdam Ahoy byl jeden z míst kde se konaly Mistrovství světa ve futsalu 1989, Mistrovství Evropy ve volejbale žen 2015 a Mistrovství Evropy ve volejbale mužů 2019. Hostil také Mistrovství světa v judu 2009, Mistrovství světa ve sportovní gymnastice 2010, Mistrovství světa ve stolním tenise 2011 a Mistrovství světa v BMX 2014. Kromě toho se zde pořádalo i MTV Europe Music Awards 1997 a 2016, Junior Eurovision Song Contest 2007 a v roce 2021 se zde konal Eurovision Song Contest 2021.

## Galerie

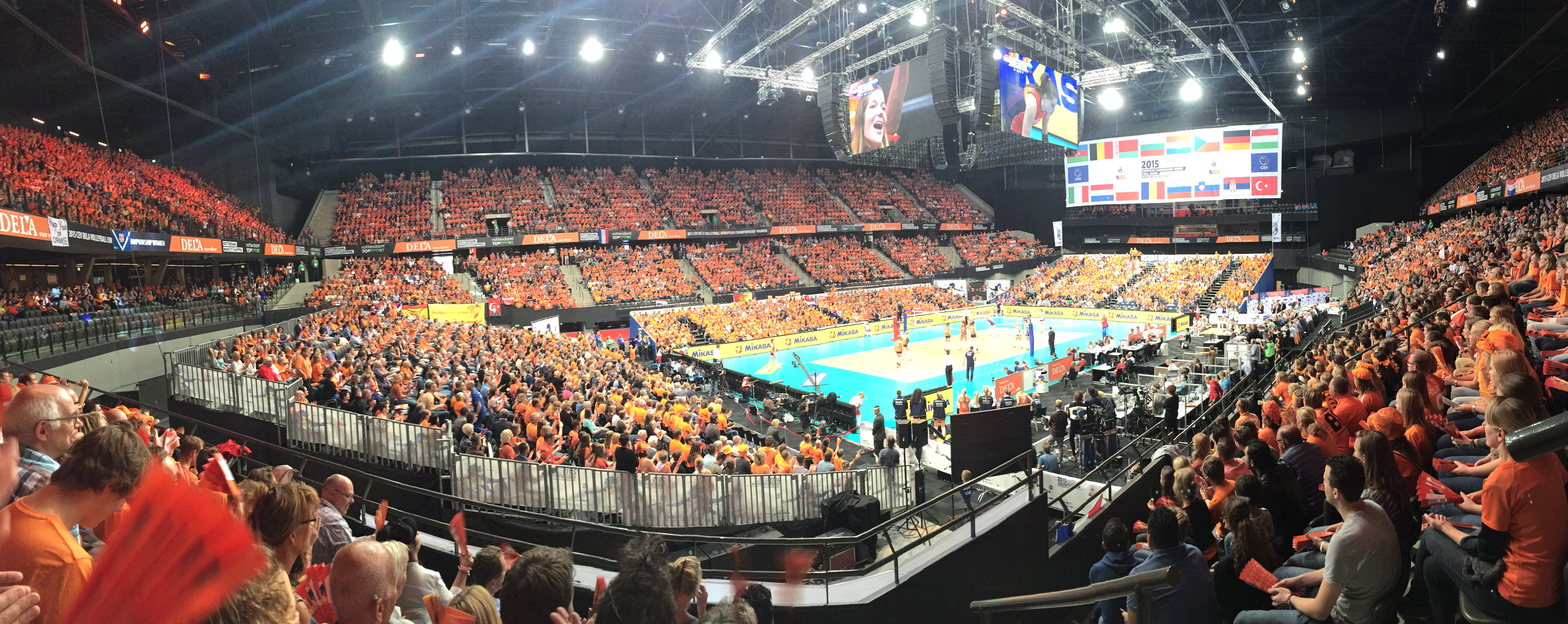
Finále Mistrovství Evropy ve volejbale žen 2015

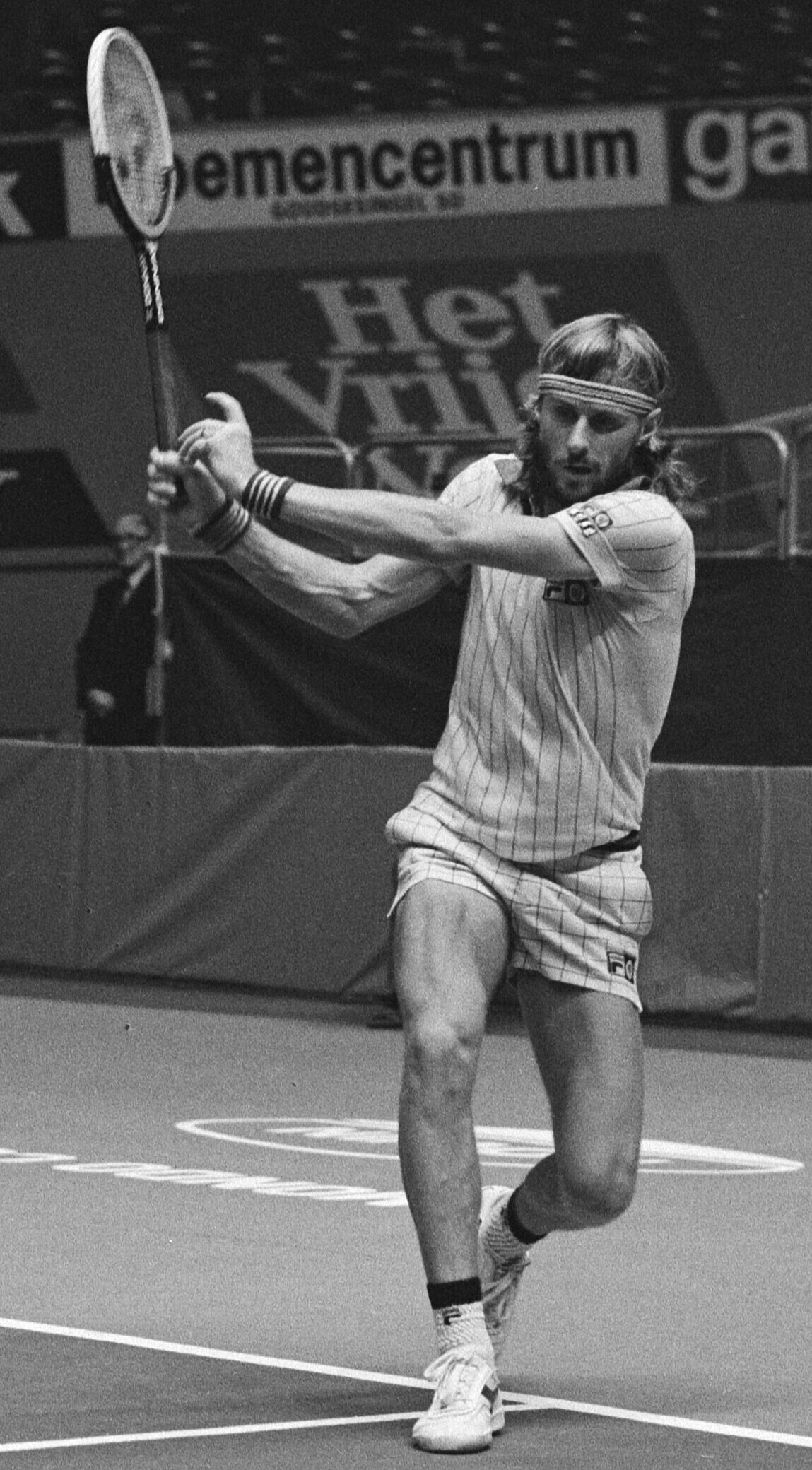
Björn Borg, 1979
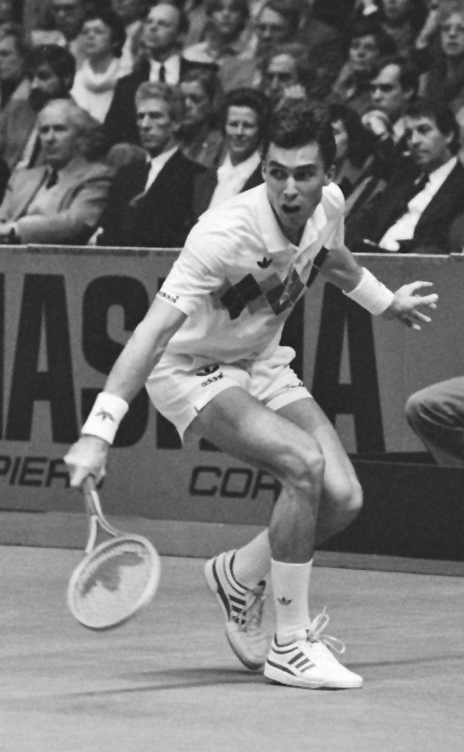
Ivan Lendl, 1984
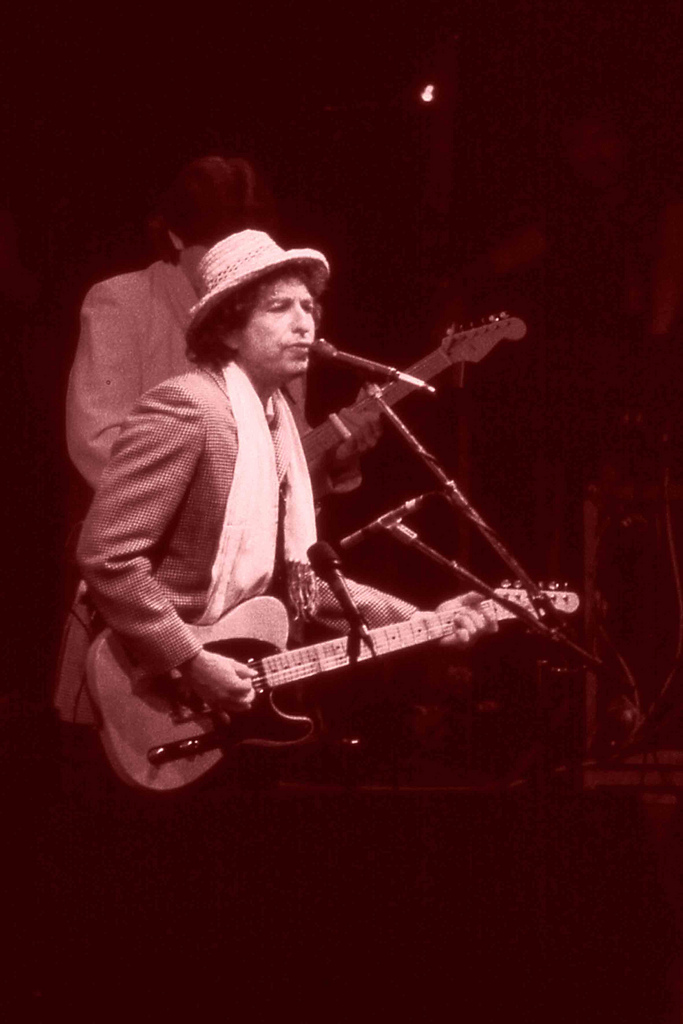
Bob Dylan, 1984
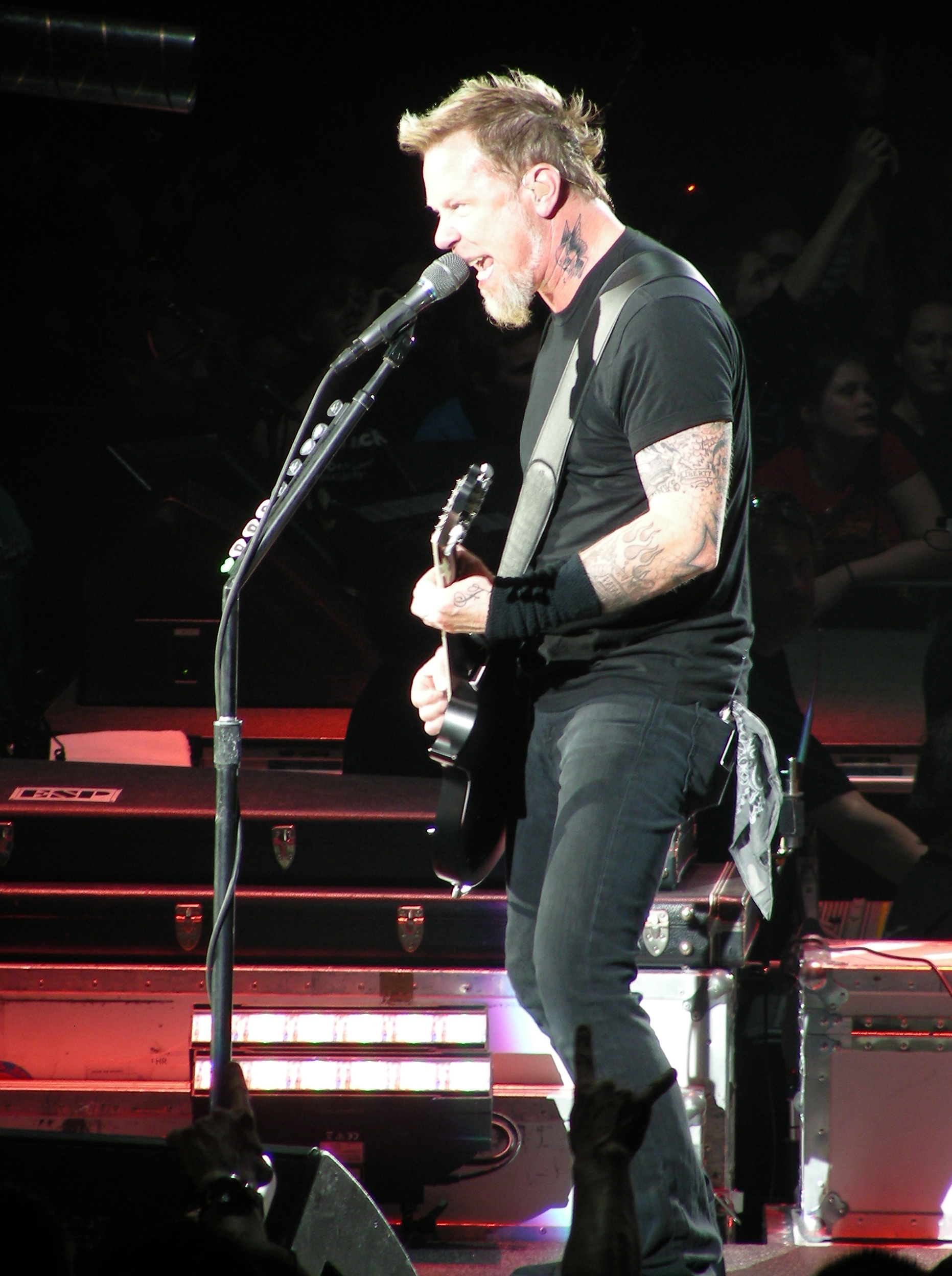
James Hetfield, 2009